# Облога Галича (1219)
Облога Галича (1215 або 1219) — центральна подія угорсько-польського походу на Галич, здійсненого після розриву союзу Мстислава Удатного з Лешком Білим через захоплення Данилом Романовичем побузьких міст (Берестя та ін.).

## Датування
У першоджерелі, яким служить Галицько-Волинський літопис, перше вокняжіння Мстислава Удатного в Галичі (після розриву угорсько-польського союзу та запрошення Мстислава Лешком) датоване 1212 роком, тобто відбулося одночасно із захопленням смоленськими Ростиславичами Києва і посадження в ньому на князювання Інгвара луцького. Відомо про те, що в 1215 році Мстислав Удатний виїхав з Новгорода на південь і просив угорського короля дати йому Галич, а також про облоги Галича руським військом, не знайшла відображення в руських літописах, після якого Андраш II вивіз свого сина Коломана до Угорщини. Відповідно до цього вислів Мстислава, що прозвучав після втрати ним Галича,

Поиди, княже, в Володимерь, а я поиду в половци, мьстивЕ сорома свого.

Сергій Соловйов коментує так:

Але не до половців вирушив Мстислав: він пішов на північ, там звільнив Новгород від Ярослава Всеволодовича, здобув Липецьку перемогу і тільки в 1218 році з'явився знову на півдні.

Разом з тим Михайлом Грушевським була здійснена масштабна реконструкція датування Галицько-Волинського літопису із залученням різних джерел, у якій перше захоплення Мстиславом Галича, шлюб Данила Романовича з його дочкою, угорський похід на Галич і постриг матері Данила в черниці датовані 1219 роком.

## Історія
Мстислав з'єднався з чернігівськими князями та стояв на річці Зубрі. Угорці захопили Перемишль, з якого втік воєвода Ярун, і обложили Галич, в якому за наказом Мстислава розташувався з військом Данило (Олександр белзькій ухилився від виконання аналогічного наказу). Обложені дали бій угорцям, які підійшли через дністровський брід. Потім Коломан, за висловом літопису,

і паде на ня снЕгъ, не могоша стоояти, идоша за Рогожину, идоша на Мьстислава, і прогнаша і землі.

Невідомо, чи був бій, але після цього зникла перспектива допомоги Мстислава обложеному Галичу, і він наказав Данилові вийти з міста. Це вдалося здійснити, попри те, що відхід мав характер прориву і був пов'язаний з боєм приблизно протягом доби (день і ніч).
Угорці спробували розвинути наступ на Волинь, але Данилові вдалося блокувати Лешека шляхом організації нападу на Польщу литовців, і Мстислав з половцями зміг розбити угорців, а в наступний похід зайняти Галич (1221).